# Vendita diretta dal proprietario

Esempio di cartello utilizzato negli Stati Uniti

La vendita diretta dal proprietario è un sistema di compravendita immobiliare in cui si esclude l'intervento di agenzie o di agenti immobiliari. Secondo questo sistema, in Nord America conosciuto e diffusosi con la sigla FSBO (For Sale By Owner), proprietari e costruttori di immobili si affidano ad aziende specializzate per pubblicizzare le proprie vendite, principalmente attraverso Internet, con l'obiettivo di entrare in contatto diretto con i possibili acquirenti.
La compravendita in forma diretta consente ad entrambe le parti di evitare il sostenere oneri aggiuntivi, derivanti da un'eventuale mediazione da parte di agenti immobiliari. Oneri che in Italia si aggirano intorno al 6% del valore dell'immobile oggetto della compravendita, in genere equamente ripartiti tra venditore e acquirente.

## Quota di mercato

### Stati Uniti
Negli Stati Uniti, sembra che la popolarità delle vendite di case da parte dei proprietari (FSBO) stia aumentando, con il sito web immobiliare Zillow che riporta un raddoppio delle inserzioni tra il 2012 e il 2014 (raggiungendo il 4%). ForSaleByOwner.com ha registrato una crescita del 24% nel 2013, e StreetEasy riporta che le inserzioni FSBO (New York) sono aumentate di quasi il 30% nello stesso periodo. Il record del 20% delle transazioni immobiliari negli Stati Uniti (dal momento in cui è iniziato il monitoraggio nel 1981) si è verificato nel 1987. Secondo un rapporto del 2016 della National Association of Realtors (NAR) riguardo alle tendenze degli acquirenti e dei venditori di case, Home Buyer and Seller Generational Trends Report 2016, l'8% delle transazioni immobiliari esaminate tra luglio 2014 e giugno 2015 erano FSBO. Il rapporto NAR del 2015 ha scoperto che l'età media dei venditori FSBO negli Stati Uniti è di 54 anni. Il 77% delle vendite FSBO era effettuato da coppie sposate con un reddito medio di $104,100. Le case FSBO venivano tipicamente vendute più rapidamente rispetto alle case assistite da agenti immobiliari; il 67% di esse veniva completato in meno di due settimane. 
Secondo un rapporto del 2023, il prezzo di vendita mediano per le case FSBO era di $310.000, mentre le case vendute tramite agenti immobiliari avevano un prezzo mediano di $405.000. Questa discrepanza indica che, nonostante l'assenza di commissioni possa sembrare vantaggiosa, le vendite FSBO spesso portano a un ritorno economico complessivo inferiore.
Dei venditori che conoscevano personalmente l'acquirente, il 71% si è detto soddisfatto del processo di vendita della loro casa.
Alcuni critici del rapporto della National Association of Realtors ritengono che tali statistiche possano essere fuorvianti e suggeriscono che la vera quota di mercato di FSBO sia superiore a quanto suggerito nei rapporti della NAR. Questa affermazione è in parte dovuta al fatto che il flat-fee MLS rappresenta ora il 10% delle transazioni. Sostengono che i venditori MLS a tariffa fissa sono di fatto venditori FSBO.
I siti di annunci immobiliari da venditore a acquirente includono Zillow, ForSaleByOwner.com, Facebook Marketplace e OfferMarket.

### Canada
Relazioni separate dalla Canadian Real Estate Association e dalla CTV Consumer Reports indicano che tra il 20% e il 25% delle case in Canada non vengono vendute attraverso intermediari ogni anno (dal 2004). Nel 2009 MSN Money ha suggerito che il 30% delle case viene venduto senza l'uso di un agente immobiliare. Nello stesso anno, oltre la metà delle case vendute in Québec sono state vendute senza un agente.

### Regno Unito
Nel Regno Unito, la tariffa media di commissione è significativamente più bassa rispetto al Canada o agli Stati Uniti, il che significa che le vendite FSBO sono meno comuni. Per legge, tutte le vendite di proprietà devono essere supervisionate e gestite da un solicitor indipendente, che agisce come mediatore e trattiene i soldi dell'acquirente fino al completamento dell'acquisto.

### Australia

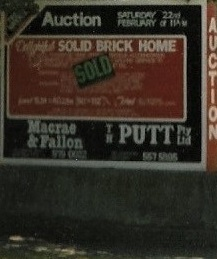
Una casa venduta a Victoria, Australia

In Australia, FSBO è ancora un mercato relativamente di nicchia. Nel 2014, le case vendute privatamente a Canberra sono rimaste sul mercato per circa 34 giorni, secondo RP Data - il secondo periodo più breve nel paese. Le case di Canberra vendute privatamente per trattativa privata hanno trascorso lo stesso tempo sul mercato di quelle a Melbourne; una settimana in più rispetto a Sydney, dove le case sono sul mercato per una media di 27 giorni. Le unità vendute privatamente a Canberra trascorrono in media 54 giorni sul mercato, terze solo rispetto a Sydney (23 giorni) e Melbourne (37 giorni) se confrontate con altre capitali.